# Herman Major Backer

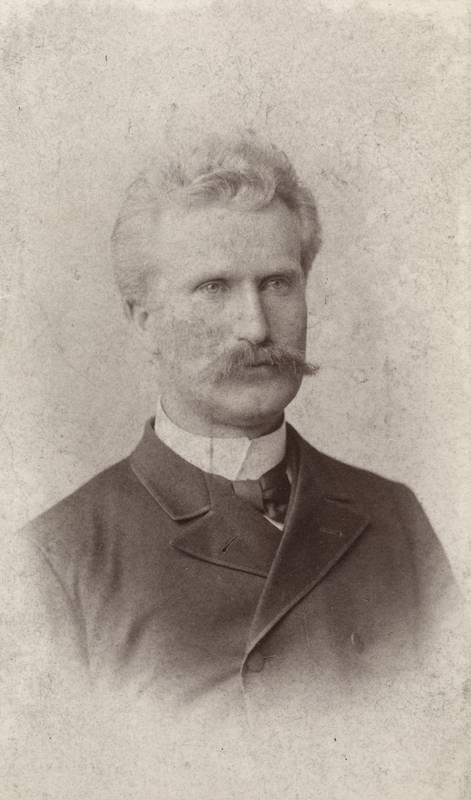
Herman Backer

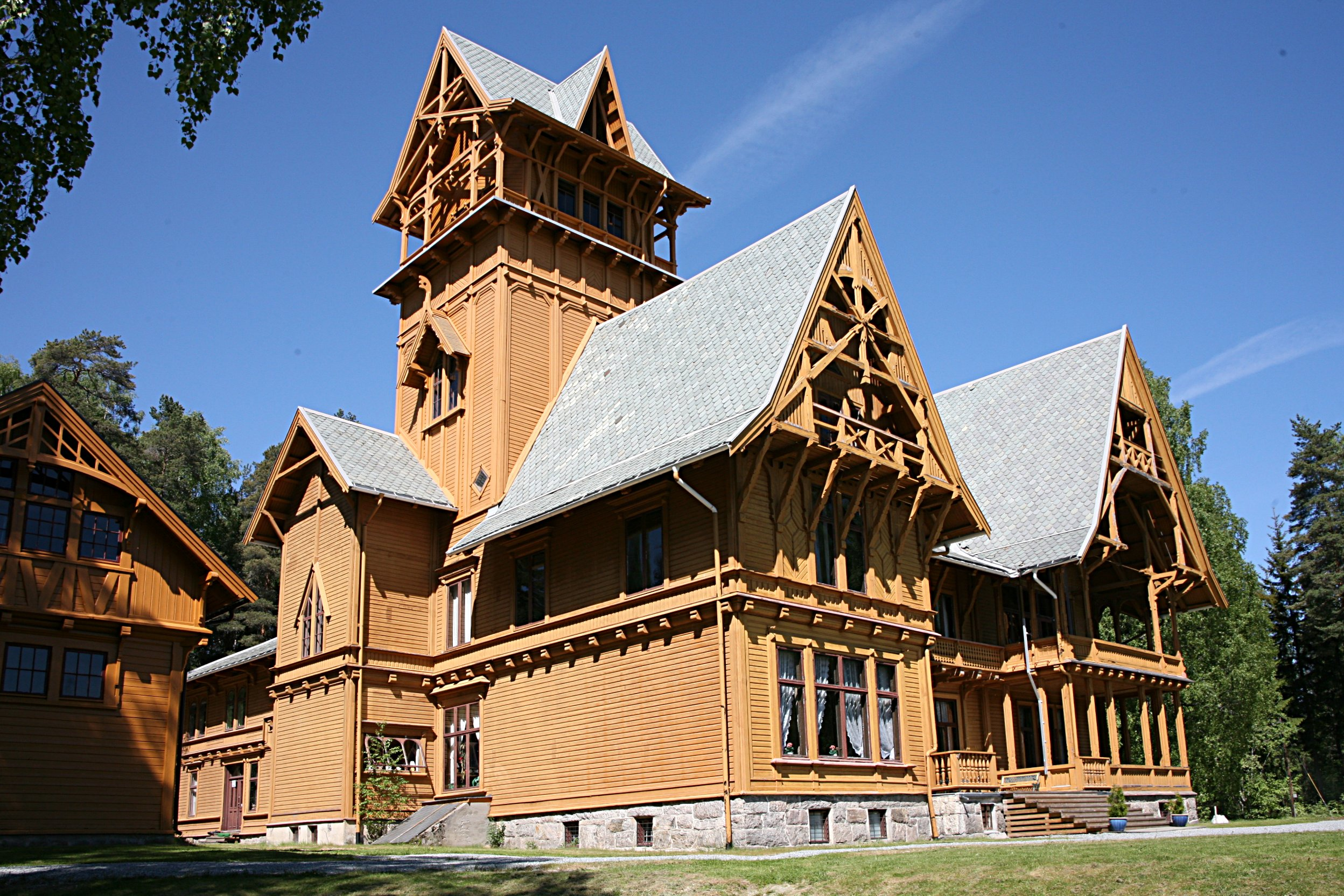
Villa Fridheim

Herman Major Backer, född den 20 oktober 1856 i Christiania (nuvarande Oslo), död 21 maj 1932 i Oslo, var en norsk arkitekt. Han utbildade sig vid högskolan i Dresden.
Backer ritade en rad större villor, bland andra Villa Astrup i Oslo (1886-1887, nu Det Norske Videnskaps-Akademi), Villa Fridheim vid Krøderen (1890-1892, nu Eventyrmuseet Villa Fridheim, ett av de mest markanta husen i schweizerstil på Østlandet) och Skaugum i Asker (1891, brann ner 1930).
Förutom dessa byggnader är han mest känd för Johanneskirken i Bergen (1894), Alfheim-komplekset (1898-1900) och Centralteatret (1890) i Oslo (som sedan dess har byggts om). Han ritade också flera turisthotell.
Backers son Lars Backer blev en av Norges ledande arkitekter inom funktionalismen.